# Usselo
Usselo (Nedersaksisch: Ossel) is een klein dorp ten zuidwesten van de stad Enschede.
Het dorp heeft een Nederlands-hervormde kerk (aangesloten bij de PKN), een basisschool en een begraafplaats. Het dorp heeft ook een zeldzame, werkzame (open) standerdmolen, de Wissinks Möl, plaatselijk beter bekend onder Stenderkast. Het dorp ligt rondom de historische en landschappelijk waardevolle Usseler es. Usselo heeft geen eigen postcode. In het postcodeboek valt het dorp onder de plaatsnaam Enschede.
Momenteel wordt het dorp bedreigd door de stedelijke en industriële ontwikkeling van de gemeente Enschede.

## Laag van Usselo
In 1946 deed Cor Hijszeler, destijds directeur van het Rijksmuseum Twenthe, een opgraving in Usselo nabij het huidige Rutbeek van een laat-paleolithische vindplaats van vuurstenen werktuigen van rendierjagers. De invalshoek van de opgraving was archeologie, maar het is aan Hijszeler te danken dat hij inzag welk belang deze vondstenlaag voor het begrip van de klimaatomstandigheden aan het einde van de laatste ijstijd had. Sinds de vondst ervan is de Laag van Usselo een begrip onder (kwartair-) geologen en (paleo-)klimatologen in de hele wereld. Deze laag is in heel Europa en ook in Engeland, Ierland en Amerika aangetroffen.

## Geboren in Usselo
- H.H. ter Balkt (1938-2015), dichter
- Frederik Bos (1866-1931), politicus

## Externe link

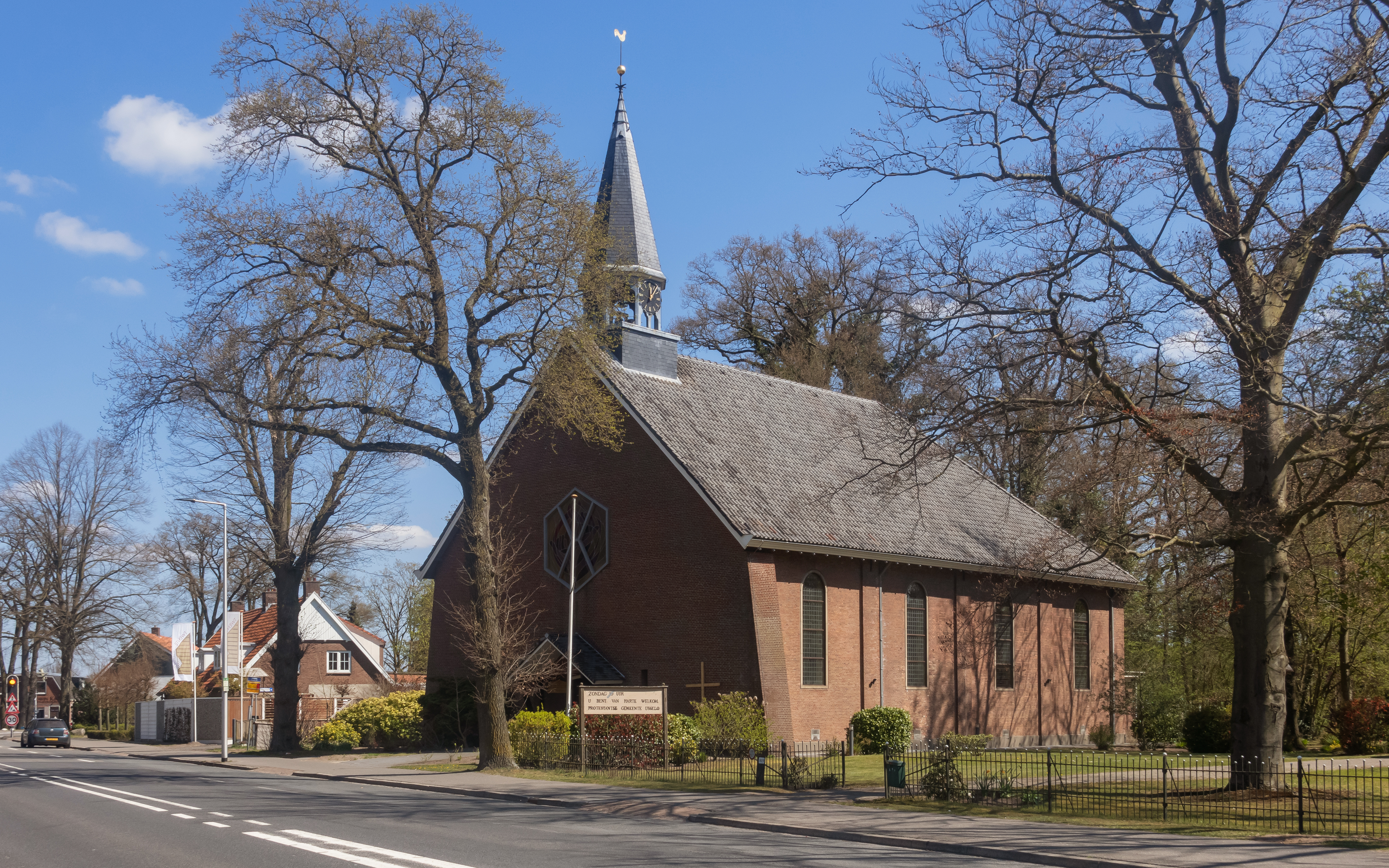
Nederlands Hervormde kerk te Usselo
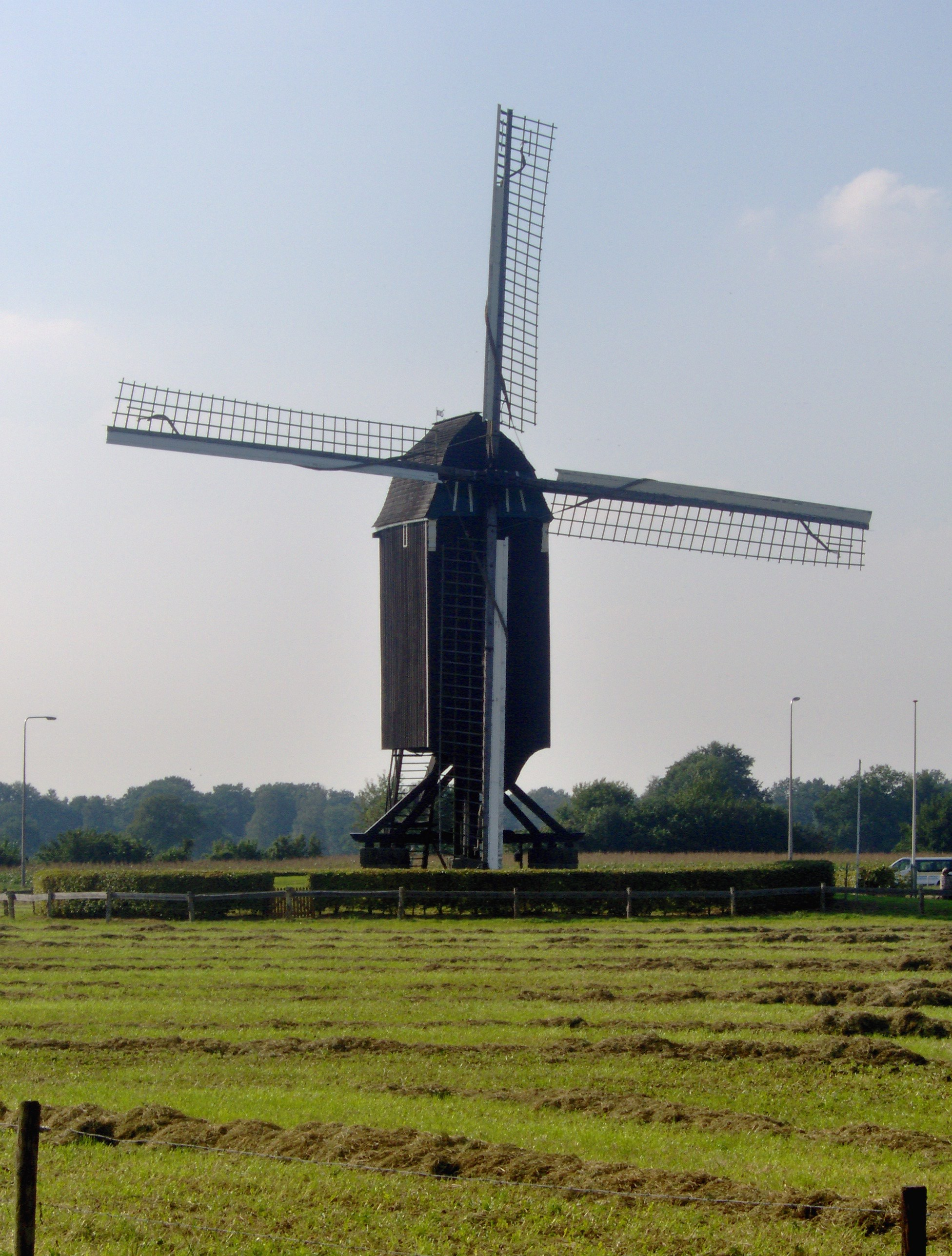
De Wissinks Möl
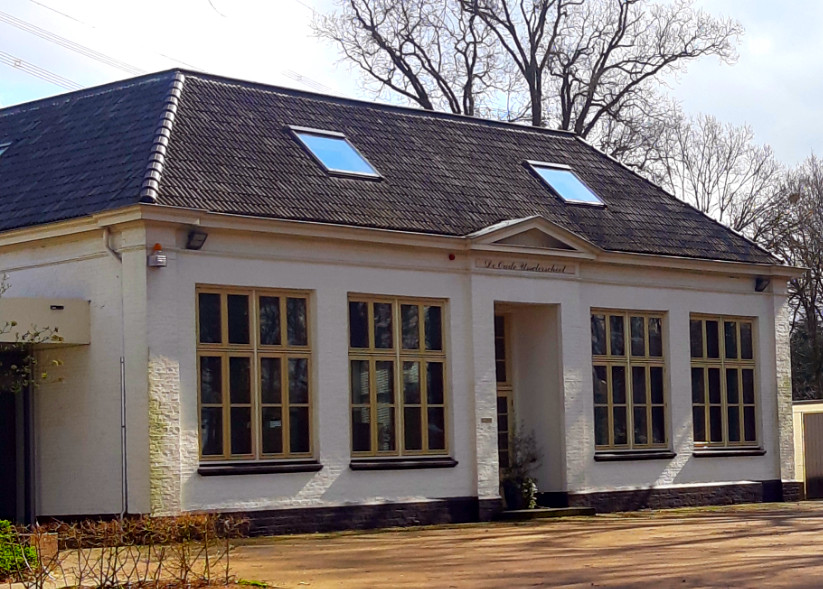
Oude Usselerschool